# دانشگاه نبراسکا اوماها
دانشگاه نبراسکا اوماها (انگلیسی: University of Nebraska Omaha) یک دانشگاه تحقیقاتی دولتی در اوماها واقع در ایالت نبراسکا آمریکا است که در سال ۱۹۰۸ میلادی بنیان‌نهاده شده‌است.